# D.P.
D.P. (förkortning för Deserter Pursuit på svenska desertörjakt) är en sydkoreansk action- och dramaserie vara första säsong hade premiär den 27 augusti 2021. Den andra säsongen har premiär på strömningstjänsten Netflix den 28 juli 2023. Den första liksom den andra säsongen består av sex avsnitt.

## Handling
Serien kretsar kring en ung soldat som får i uppdrag att spåra upp och ta fast desertörer, och handlar om desertörernas motiv bakom deras val.

## Rollista (i urval)
- Jung Hae-in - Ahn Joon-ho
- Koo Kyo-hwan - Han Ho-yeol
- Kim Sung-kyun - Park Beom-gu
- Son Suk-ku - Im Ji-sup